# إيلديفونس ليما

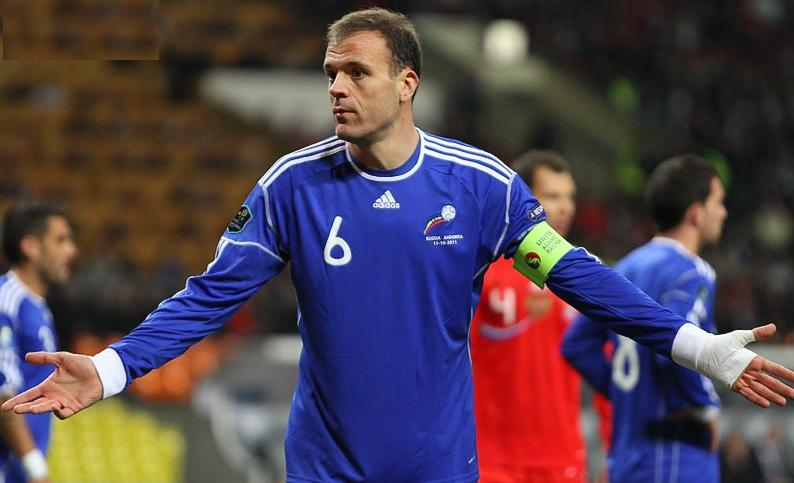

إيلديفونس ليما سولا (بالإسبانية: Ildefonso Lima) (مواليد 10 ديسمبر 1979 في أندورا لا فيلا) لاعب كرة قدم أندوري دولي يجيد اللعب في خط الدفاع . يلعب حاليا لصالح نادي بيلينزونا السويسري منذ 2009 .

## روابط خارجية
- إيلديفونس ليما على موقع الاتحاد الدولي (مؤرشف)  (الإنجليزية)
- إيلديفونس ليما على موقع الاتحاد الأوربي (الإنجليزية)
- إيلديفونس ليما على موقع قاعدة بيانات كرة القدم.إي يو (الإنجليزية)
- إيلديفونس ليما على موقع ناشيونال فوتبول تيمز (الإنجليزية)
- إيلديفونس ليما على موقع Soccerway.com (الإنجليزية)
- إيلديفونس ليما على موقع عالم كرة القدم.نت (الإنجليزية)